# Біляк Ігор Володимирович
Ігор Володимирович Біляк (нар. 6 вересня 1959, Київ, Українська РСР) — радянський і український художник кіно.

## Біографія
Народився 6 вересня 1959 року у Києві в родині живописця Володимира Біляка. У 1984 році закінчив Київський художній інститут. У 1984—1987 роках — декоратор, у 1987—1999 роках — художник-постановник студії «Укртелефільм», з 1999 року — Кіностудії імені Олександра Довженка.
Член Національної спілки художників України.

## Фільмографія
Оформив фільми:
1. 1988: Як чоловіки про жінок говорили
2. 1989: Хочу зробити зізнання
3. 1990: Далi польоту стрiли
4. 1991: Народний Малахій
5. 1992: Їхати — значить їхати...
6. 1992: Людське щастя
7. 1993: Сад Гетсиманський
8. 1994: Царівна
9. 1997: Пристрасть
10. 2000: Втрачений рай
11. 2008: Гарні хлопці
12. 2009: Довженка починається, чи Сашка-реформатор
13. 2015: Гетьман